# Dactylomys
Dactylomys é um gênero de roedor da família Echimyidae.

## Espécies
- Dactylomys boliviensis Anthony, 1920
- Dactylomys dactylinus (Desmarest, 1817)
- Dactylomys peruanus J. A. Allen, 1900